# محرقة متنقلة
المحرقة المتنقلة هي وحدات نظام للحرق مركبة على سلسلة من مقطورات النقل البري. الوحدات يمكن ربطها معا في موقع تشغيل لتوفير محطة ودعم مناسب لمرافق لتطبيقات معينة. هذه الأنظمة المتنقلة تميل إلى أن تستخدم في المشاريع ذات المدى القصير إلى المتوسطة، مثل عمليات تنظيف أو التعامل مع مواد مخزونة.
لقد تغير دور حرق النفايات والمعدات المستخدمة لها بشكل جذري في السنوات الأخيرة. في حين أنها كانت سيئة السمعة سابقًا كمُسبب في الملوثات في عيون مجموعات المواطنين، حاليًا تعتبر مرافق معالجة النفايات الحرارية الركائز الأساسية لقطاعات إعادة التدوير المستدامة والمستقبلية والمواد الخام .
تتمثل إحدى مزايا مرافق معالجة النفايات الحرارية في تجنب إنتاج غاز الميثان الناتج عن الاضمحلال الذي يضر المناخ بشدة. أيضًا إنتاج الطاقة أثناء الحرق مما يساعد على حماية البيئة. كما يتم الحفاظ على الموارد القيمة عن طريق فصل واستغلال المواد القابلة للتدوير في النفايات قبل الحرق .